# Kościół Matki Bożej Szkaplerznej w Korzennej
Kościół Matki Bożej Szkaplerznej w Korzennej – rzymskokatolicki kościół parafialny znajdujący się w miejscowości Korzenna w powiecie nowosądeckim województwa małopolskiego.

## Historia kościoła
Pierwotny, drewniany kościół pw. św. Jana Chrzciciela został wybudowany w latach 1565-1618. Następny, pw. św. Urszuli zbudowano w 1618, ale spłonął 29 października 1952 roku. Obecny kościół parafialny pw. Matki Bożej Szkaplerznej został zbudowany w latach 1957-1960 według projektu Prota Komornickiego. Poświęcenie kościoła miało miejsce w 1961 roku, zaś konsekracji dokonał 18 lipca 1971 r. biskup tarnowski Jerzy Ablewicz.
Kościół posiada cechy neobarokowe. Polichromia wnętrza figuralna została wykonana w technice sgraffito w 1970 przez Stanisława Szmuca. Z polichromią powiązane są  mozaikowe tła ołtarzy. Ołtarz główny i wolnostojący (z 1967 roku) projektował Mieczysław Stobierski, a wykonał Józef Wesołowski. Nad ołtarzem wisi rzeźbiony krucyfiks. W skład wyposażenia wchodzą także metalowe tabernakulum (tego samego autora) i ambona żelbetowa z 1963 r. projektu Prota Komornickiego.